# 孔滕达
孔滕达是巴西巴拉那州的一个市镇。总面积299.037平方公里，总人口15509人，人口密度51.9人/平方公里。